# فرانكو رازوتي
فرانكو رازوتي (بالإسبانية: Franco Razzotti)‏ (6 فبراير 1985 ببوينس آيرس في الأرجنتين - ) هو لاعب كرة قدم أرجنتيني في مركز الوسط. شارك مع منتخب الأرجنتين لكرة القدم. أما مع النوادي، فقد لعب مع إنديبندينتي وإنديبنديينتي سانتا في وفيليز سارسفيلد ونادي سبورتينغ كريستال ونادي فاسلوي وديبورتيفو مانيسيبال ‏.

## روابط خارجية
- فرانكو رازوتي على موقع إي إس بي إن إف سي (الإنجليزية)
- فرانكو رازوتي على موقع قاعدة بيانات كرة القدم.إي يو (الإنجليزية)
- فرانكو رازوتي على موقع ناشيونال فوتبول تيمز (الإنجليزية)
- فرانكو رازوتي على موقع Soccerway.com (الإنجليزية)
- فرانكو رازوتي على موقع AS.com (الإسبانية)